# Театр (журнал)
«Театр» — ілюстрований двомісячник, з 1940 — місячник, орган Управління у справах мистецтв при Раднаркомі УРСР.
Виходив з вересня 1936 до червня 1941 у Києві. В журналі друкувалися статті з питань сучасного театрального життя, драматургії, матеріали до історії українського театру, мемуари тощо. 
Головний редактор О. Борщагівський, з 1941 — І. Кочерга. Вийшло 41 чисел.